# Sójový inkoust
Sójový inkoust je inkoust vyrobený částečně ze sóji, který je ekologicky příznivější než inkousty založené výhradně na ropě. Někteří výrobci jej používají jako projev své ekologické zodpovědnosti pro potisk manuálů a obalů, používá se ale také pro tisk novin a časopisů, kde dosahuje lepších výsledků kvality tisku.
Sójový inkoust však stále může obsahovat „ropné“ komponenty, zejména pigment.